# Marija Reka
Marija Reka – wieś w Słowenii, w gminie Prebold. W 2018 roku liczyła 254 mieszkańców.